# Ixora korthalsiana
Ixora korthalsiana är en måreväxtart som beskrevs av Wilhelm Sulpiz Kurz. Ixora korthalsiana ingår i släktet Ixora och familjen måreväxter. Inga underarter finns listade i Catalogue of Life.